# Eduardo Orrego Villacorta
Eduardo Orrego Villacorta (ur. 12 września 1933 w Chiclayo, zm. 24 grudnia 1994 w Limie) – peruwiański polityk. Alkad Limy w latach 1981–1983.
Z zawodu architekt. Studiował na Państwowej Politechnice Peruwiańskiej.